# تيم ستيفنز
تيم ستيفنز (بالإنجليزية: Tim Stevens)‏ هو لاعب كرة قدم نيوزلندي، ولد في 14 نوفمبر 1972 في أستراليا. شارك مع منتخب نيوزيلندا لكرة القدم. أما مع النوادي، فقد لعب مع New Zealand Knights FC ‏.

## وصلات خارجية
- تيم ستيفنز على موقع الاتحاد الدولي (مؤرشف)  (الإنجليزية)
- تيم ستيفنز على موقع قاعدة بيانات كرة القدم.إي يو (الإنجليزية)
- تيم ستيفنز على موقع ناشيونال فوتبول تيمز (الإنجليزية)